# Mendelew
Mendelew (Md, łac. mendelevium) – pierwiastek chemiczny z grupy aktynowców w układzie okresowym. Nazwa pochodzi od nazwiska chemika Dmitrija Mendelejewa. Czasami w literaturze jest stosowany błędny symbol Mv.
Pierwiastek otrzymano po raz pierwszy w 1955 r. pod kierunkiem Alberta Ghiorso z Berkeley w Kalifornii, USA bombardując 253Es cząstkami α.
Jego barwa nie jest znana, ale najprawdopodobniej jest on srebrnoszary z metalicznym połyskiem.
| Izotop | Okres połowicznego rozpadu | Typ rozpadu |
| ------ | -------------------------- | ----------- |
| 248Md  | 7 s                        | α, w.e.     |
| 249Md  | 24 s                       | α, w.e.     |
| 250Md  | 52 s                       | α, w.e.     |
| 251Md  | 4 min                      | α, w.e.     |
| 252Md  | 2,3 min                    | α, w.e.     |
| 254Md  | 10 min                     | α, w.e.     |
| 254mMd | 28 min                     | w.e.        |
| 255Md  | 27 min                     | α, w.e.     |
| 256Md  | 76 min                     | α, w.e.     |
| 257Md  | 5,2 h                      | α, w.e.     |
| 258Md  | 56 dni                     | α           |
| 258mMd | 7 s                        | w.e.        |
| 259Md  | 1,6 h                      | bd          |